# Émile Reynaud

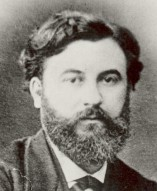
Émile Reynaud

Charles-Émile Reynaud (* 8. Dezember 1844 in Montreuil, Département Seine-Saint-Denis; † 9. Januar 1918 in Ivry-sur-Seine) war ein französischer Fotograf, Zeichner und Französischlehrer. Er entwickelte das Praxinoskop (1877) und das Théâtre Optique (1888), die als Vorläufer moderner Filmtechnik gelten. 

## Biografie

### Frühes Leben und Ausbildung
Émile Reynaud erlernte in der Werkstatt seines Vaters, der als Stahlstecher und Uhrmacher tätig war, die Grundlagen der Präzisionsmechanik und bei seine Mutter, eine Aquarellmalerin und Schülerin von Pierre-Joseph Redouté, die Techniken des Zeichnens. Bereits im Alter von 13 Jahren baute er ein Schattentheater und eine Miniatur-Dampfmaschine.
1858 begann Reynaud eine Lehre bei Adolphe Gaiffe in Paris, wo er optische und physikalische Instrumente reparierte, baute und justierte. Anschließend arbeitete er im Atelier des Porträtfotografen Adam-Salomon, wo er sich auf die Retusche von Fotografien spezialisierte, bevor er sein eigenes Fotostudio in Paris eröffnete.
1864 nahm Émile Reynaud an den öffentlichen Vorträgen von Abbé Moigno teil, die an einer Volkshochschule stattfanden und sich mit Lichtbildern befassten. 

Émile Reynaud bei einer Vorführung seines optischen Theaters

Er wird dessen Gehilfe und lernt den Beruf des Unterrichtsredners. Sein Kurs wird stark besucht. Parallel dazu war Reynaud an der Illustration des Dictionnaire général des sciences théoriques et appliquées beteiligt, das 1870 unter der Leitung des französischen Professors und Naturforschers Adolphe Focillon veröffentlicht wurde.
Nach dem Tod seines Vaters im Jahr 1865 kehrte Émile Reynaud mit seiner Mutter nach Puy-en-Velay zurück, der Heimatstadt seiner Familie. Dort begann er, eigene wissenschaftliche Vorträge zu halten, die bei den Einwohnern von Puy großen Anklang fanden. Unter anderem demonstrierte er Experimente wie die Kristallisation von Salz auf einer großen Leinwand.

### Erfindungen und der Durchbruch in der Animation
Im Jahr 1877 ließ Émile Reynaud das Praxinoskop, eine Weiterentwicklung des Zoetrops, die eine verbesserte Darstellung bewegter Bilder ermöglichte, patentieren. Im Dezember des Jahres ließ sich Reynaud in Paris nieder und widmete er sich dem Bau, dem Vertrieb und der Weiterentwicklung seiner Praxinoskope. Am 21. Oktober 1879 heiratete er in hier Marguerite Rémiatte. Das Paar hatte zwei Söhne, Paul, geboren 1880, und André, geboren 1882.
Mit dem Praxinoskop schuf Reynaud in Paris ein Gerät, das komplexere animierte Geschichten auf eine Leinwand projizieren konnte. Er nannte es Théâtre Optique, Optisches Theater, und ließ es sich 1888 patentieren. Reynaud nutzte seine Fähigkeiten als Künstler und Erfinder, um handgemalte Animationen zu entwickeln, die das Publikum faszinierten.
Ab dem 28. Oktober 1892 präsentierte er im Cabinet Fantastique des Musée Grévin in Paris kurze animierte Vorführungen. Sie wurden als Pantomimes Lumineuses, Lichtpantomimen, bekannt gelten als die ersten animierten Filme in der Geschichte des Kinos. Zwischen 1892 und März 1900 besuchten über 500.000 Menschen diese Projektionen. Reynaud kolorierte die Figuren auf einem transparenten 70-mm-Film namens Cristaloid, der durch eine Schicht Schellack geschützt war. Er entwickelte auch die Perforation des Films, die eine mechanische Weiterbewegung ermöglichte und so eine flüssigere Projektion der Animationen sicherstellte. Pauvre Pierrot, wurde 1892 erstellt und zeigt einen Harlekin, der mit einer Frau flirtet, während der „arme Pierrot“ unter den Streichen des Harlekins und dem Desinteresse seiner Geliebten leidet.  Es ist ein 15-minütiger Animationsfilm, der aus etwa 500 handgefertigten Bildern bestand. Die Zeichnungen wurden synchron mit Musik, einer Originalmusik von Gaston Paulin, und von Reynaud selbst erstellten Toneffekten vorgeführt. Die zweite erhaltene Pantomime, Autour d’une cabine, wurde 1895 veröffentlicht. Erst 1908 entwickelte Émile Cohl diese Animationen filmtechnisch weiter.

### Niedergang und bleibendes Vermächtnis
Mit dem Aufkommen des Kinematographen der Brüder Lumière verlor Reynauds Optisches Theater seine Position als führende audiovisuelle Attraktion. Mit dem Ende der Vorstellungen im Musée Grévin und dem Niedergang seines Herstellungsunternehmens der Praxinoskope verkaufte Émile Reynaud einen Teil seines Materials zu den geringen Materialpreisen von Kupfer und Holz und zerstörte zwischen 1910 und 1913 einen Großteil seiner Werke. Nur Pauvre Pierrot, Autour d'une Cabine und Fragmente anderer Bänder blieben verschont. Zum 100-Jahre-Jubiläum des optischen Theaters 1992 wurden sie restauriert und vorgeführt. 2015 wurden die beiden letzten erhaltenen Werke Reynauds von der UNESCO zum Weltdokumentenerbe erklärt. Eine Reproduktion des Theaters ist heute im Nationalen Filmmuseum Turin zu sehen.
Am 29. März 1917 wurde Émile Reynaud aufgrund einer Lungenstauung in das Hospiz der Unheilbaren in Ivry eingeliefert, wo er bis zu seinem Tod am 9. Januar 1918 verblieb. Reynauds Arbeit legte wichtige Grundlagen für die Entwicklung moderner Animationstechniken und Filmtechnologien. Sein Einfluss ist in der heutigen Animation weiterhin spürbar.

## Seine Erfindungen
- Das Praxinoskop von 1876 zeigt Animation im Kreise über einen Spiegelkranz in der Mitte. Er verbessert es weiterhin.
- Das Spielzeug-Praxinoskop von 1877 ist ein kleines Praxinoskop, dessen Animation für Kinder nur acht Zeichnungen enthält.
- Das Theater-Praxinoskop von 1879 erlaubt es einem Betrachter, eine sich wiederholende Animation in fester Ausstattung zu sehen.
- Das Projektionspraxinoskop von 1880 ermöglicht die Darstellung einer sich wiederholenden Animation in einem festen Dekor auf einem Bildschirm.

- Das optische Theater von 1889 lässt die Projektion von Animationen unterschiedlicher Längen und Dauer in festem Dekor zu, und zwar via zwei Zauberlaternen. Im Musée Grévin wurde Reynaud am Piano von Gaston Paulin begleitet, der die Musiken komponierte.
- Das Stereocinema von 1907 erzielte bewegte Fotografien im Relief.

## Werke

### Animationsserien für das Praxinoskop

#### Erste Serie
- Nr. 1: L’Aquarium [Das Aquarium]
- Nr. 2: Le Jongleur
- Nr. 3: L'Équilibriste
- Nr. 4: Le Repas des Poulets [Das Füttern der Hühner]
- Nr. 5: Les Bulles de Savon [Die Seifenblasen]

- Nr. 6: Le Rotisseur [Der Bratmeister]
- Nr. 7: La danse sur la corde [Seiltanz]
- Nr. 8: La Rosace magique [Die magische Rosette]
- Nr. 9: Le jeu de corde  [Das Seilspiel]
- Nr. 10: Zim, Boum, Boum

#### Zweite Serie
- Nr. 1: Les Scieurs de Long [Arbeiter mit Langsäge]
- Nr. 2: Le Jeu du Volant [Das Federballspiel]
- Nr. 3: Le Moulin à Eau [Die Wassermühle]
- Nr. 4: Le Dejeuner de Bébé [Das Frühstück des Babys]
- Nr. 6: Le papillons [Die Schmetterlinge]
- Nr. 7: Le Trapèze [Das Trapez]
- Nr. 8: La Nageuse [Die Schwimmerin]
- Nr. 10: La Glissade

#### Dritte Serie
- Nr. 1: La Charmeuse [Die Zauberin]
- Nr. 2: La Balançoire [Die Wippe]
- Nr. 3: L’Hercule
- Nr. 4: Les Deux Espiègles [Die beiden Lausbuben]
- Nr. 5: Le Fumeur [Der Raucher]
- Nr. 6: Le Jeu de Grâces [Das Spiel der Anmut]
- Nr. 7: L’Amazone [Die Amazone]
- Nr. 8: Le Steeple-Chase [Das Hindernisrennen]
- Nr. 9: Les Petits Valseurs [Die kleinen Walzertänzer]
- Nr. 10: Les Clowns [Die Clowns]

### Pantomimes Lumineuses
- Le clown et ses chiens. 1892
- Pauvre Pierrot, 1892
- Un bon bock, 1892
- Autour d'une cabine ou Mésaventures d'un copurchic aux bains de mer, 1894
- Le premier cigare, 1896